# Sportgemeinschaft Bornim e. V.
Sportgemeinschaft Bornim e.V. é uma agremiação esportiva alemã, fundada em 1927, sediada em Potsdam, em Brandemburgo.

## História
Fundado em setembro de 1927, o clube se fundiu com o Schwarz-Weiss-Grün Universum Töplitz, em 1928, para jogar como Brandenburger Sport Club Bornim Schwarz-Weiss-Grün. O clube jogou no circuito local Havelland até 1945.
Após a Segunda Guerra Mundial, o clube foi dissolvido antes de ser restabelecido como Sportmeinde Bornim. Localizado na parte oriental do país ocupada pela União Soviética o Bornim se tornou parte da competição de futebol separada que surgiu na região. O SG Bornim fazia parte de um pequeno grupo de clubes da Alemanha Oriental, que incluía equipes como Concordia Wilhelmsruh, Berolina Stralau, e SG Hohenschönhausen que permaneceu independente e não estava ligado à indústria ou ao governo. O sucesso da equipe foi limitado, pois seu avanço mais notável foi a chegada à Bezirksliga Potsdam (III) entre 1972 e 84.
Sua sorte melhorou após a reunificação alemã, quando subiu rapidamente da Bezirkaliga, módulo de nível (VII), à Landesliga Brandenburg/Nord (VI), chegando à Brandenburg Verbandsliga (V) até 1993. Em sua primeira temporada o clube terminou em terceiro lugar atrás de FV Motor Eberswalde e SV Babelsberg 03 e, no ano seguinte conquistou o título da divisão. O time foi promovido para a quarta camada, a NOFV-Oberliga Nord, na qual jogou três temporadas em nível inferior, até que finalmente foi rebaixado em 1998. Depois de mais uma temporada na Verbandsliga, o clube foi forçado a abandonar a competição de nível superior por razões financeiras. Atualmente o Bornin faz parte do nono nível, a Kreisliga Havelland-Mitte.

## Estatística
- Bezirksliga Potsdam: 1972-73 e 1983-84
- Oberliga Nordost: 1995-96, 1996-97, 1997-98